# David Amram
David Amram (Filadelfia, Pensilvania, 17 de noviembre de 1930) es un compositor, director de orquesta, trompista, pianista y flautista estadounidense, de música clásica, folk y jazz étnico.

## Obra
David Amram ha compuesto más de 100 obras orquestales y de cámara, así como un buen número de bandas sonoras para obras de Broadway y películas de cine, entre ellas las de Esplendor en la hierba y The Manchurian Candidate; dos óperas, "The Holocaust Opera" y "The Final Ingredient", más otra ópera cómica ("Twelfth Night"); y la BSO del film de 1959, "Pull My Daisy", narrada por el novelista Jack Kerouac. Es autor también de tres libros: "Vibrations", una autobiografía; "Offbeat: Collaborating With Kerouac", memorias; y "Upbeat: Nine Lives of a Musical Cat", todos ellos publicados por Paradigm Publishers.
Amram toca la trompa, el piano, diversas flautas y whistles, instrumentos de percusión, y docenas de otros instrumentos folclóricos de 25 países diferentes. Ha colaborado con músicos, actores y escritores, como Leonard Bernstein (quien le escogió como compositor residente de The New York Philharmonic en 1966), Dizzy Gillespie, Langston Hughes, Dustin Hoffman, Sir James Galway, Willie Nelson, Thelonious Monk, Odetta, Elia Kazan, Arthur Miller, Charles Mingus, Lionel Hampton, Johnny Depp o Tito Puente.
El 16 de noviembre de 2011, la víspera de su 81 cumpleaños, Amram fue incluido en la Oklahoma Jazz Hall of Fame y recibió un Lifetime Achievement Award. Tres días más tarde fue galardonado con el "1st Annual Bruce Ricker Lifetime Achievement Award", que le entregó Clint Eastwood, dentro del Festival de Cine Digital de El Paso.

## Discografía

### Como líder
| Año  | Álbum                                       | Músicos | Compañía            |
| ---- | ------------------------------------------- | --- | ------------------- |
| 1957 | Jazz Studio No. 6: The Eastern Scene        | | Decca Records       |
| 1961 | Jazz Portrait                               | Bobby Jaspar, Harold Land, George Barrow                                                                                               | Decca Records       |
| 1971 | No More Walls                               | Jerry Dodgion, Pepper Adams, Cándido,                                                                                                  | Flying Fish Records |
| 1972 | Subway Night                                | | RCA Records         |
| 1977 | Havana/New York                             | | Flying Fish Records |
| 1977 | Triple Concerto                             | | Flying Fish Records |
| 1980 | At Home/Around the World                    | | Flying Fish Records |
| 1982 | Latin Jazz Celebration                      | Joe Wilder, Jimmy Knepper, Steve Berrios, George Barrow, Pepper Adams, Jerry Dodgion, Duduka Fonseca, Machito, Victor Venegas, Candido | Elektra/Musician    |
| 1990 | Autobiography                               | | Flying Fish Records |
| 1995 | Pull My Daisy                               | | Premier Records     |
| 1996 | Final Ingredient: An Opera of the Holocaust | | Premier             |
| 1999 | Southern Stories                            | | Chrome Records      |
| 2002 | On the Waterfront                           | | Varèse Sarabande    |

### Como colaborador[1]
- Kenny Dorham,1953, The Art of the Ballad, Prestige Records.
- Lionel Hampton, 1955, Crazy Rhythm, EmArcy.
- The Oscar Pettiford Orchestra, 1956, Impulse!
- The Oscar Pettiford Orchestra, 1956, The Oscar Pettiford Orchestra in Hi Fi, Paramount Records.
- Curtis Fuller & Hampton Hawes, 1957, Curtis Fuller and Hampton Hawes with French Horns, New Jazz.
- Kenny Dorham & Cannonball Adderley, 1959, Blue Spring, Riverside Records.
- David Bromberg, 1971, David Bromberg, Columbia Records.
- Loudon Wainwright III, 1972, Album III, Columbia/Legacy.
- Hannibal Marvin Peterson, 1974, Children of the Fire, Sunrise Records.
- Mary Lou Williams, 1975, Mary Lou's Mass, Folkways.
- Betty Carter, 1976, Compact Jazz, Verve Records.
- Steve Goodman, 1976, Words We Can Dance To, Red Pajamas Records.
- Jerry Jeff Walker, 1979, Too Old To Change, Elektra Records.
- Betty Carter, 1982, Whatever Happened to Love?, Verve Records.
- Steve Goodman, 1983, Artistic Hair| publisher, Red Pajamas Records.
- London Pops Orchestra, 1989, From London to Broadway, Pickwick Records.
- Tom Chapin, 1992, Billy the Squid, Sony Kids' Music.
- Allen Ginsberg, 1994, Holy Soul Jelly Roll: Poems & Songs, Rhino Records.
- Joanne Shenandoah, 1994, Once in a Red Moon, Canyon Records.
- Randy Crofton, 1996, Duologue, Lyrichord.
- Steve Goodman, 1996, The Easter Tapes, Red Pajamas Records.
- T.S. Monk, 1997, Monk On Monk, N2K.
- Pete Seeger, 1998, If I Had a Hammer: Songs of Hope & Struggle, Smithsonian Folkways.
- Jerry Jeff Walker, 1998, Lone Wolf: The Best of Jerry Jeff Walker, Warner Archives.
- Thunder Bird Sisters, 1998, Still Singin, Thunder Bird Sisters.
- Jack Kerouac, 1999, Reads on the Road, Rykodisc.
- Tom Chapin, 2001, Great Big Fun for the Very Little One, Rhino Records.
- Pat Humphries, 2001, Hands, Appleseed.
- Lionel Hampton, 2001, Jazz in Paris: Lionel Hampton & His French New Sound, Barclay.
- Suzzy & Maggie Roche, 2004, Why the Long Face, Red House.
- Morley, 2005, Days Like These, Morley.
- Lawrence Ferlinghetti, 2005, Pictures of the Gone World, Synergy.
- Nenad Bach, 2005, A Thousand Years of Peace, Orchard Records.
- Allen Ginsberg, 2006, First Blues, Water.
- Steve Goodman, 2006, Live at the Earl of Old Town, Red Pajamas Records.
- Alana Amram & The Rough Gems, 2007, Alana Amram & The Rough Gems, Zealous Records.
- Norman Savitt, 2009, Norman Savitt and Friends, Balkan Samba Records.
- Amram intervino en el éxito de Raffi, "Peanut Butter Sandwich Made With Jam: One for Me and One for David Amram".